# Koninkrijk Ngoyo
Het Koninkrijk Ngoyo was een koninkrijk van de Woyo-etnische groep, gelegen in het zuiden van Cabinda en aan de Atlantische kust van Centraal-Afrika, net ten noorden van de Kongorivier. In de 13e eeuw maakte het deel uit van een confederatie onder leiding van het Koninkrijk Vungu.

## Geschiedenis
Volgens de overlevering van Ngoyo behoorden de voorouders van het koninkrijk tot de vroegste bewoners van het gebied, waardoor hun leiders zichzelf de titel nfumu nsi ("heren van de aarde") gaven. De hoofdstad was Mbanza Ngoyo.
In de jaren 1630 werd Ngoyo binnengevallen door de troepen van Soyo, die de zoon van de heerser van Soyo als leider van Ngoyo installeerden. De namen van de daaropvolgende heersers in de daaropvolgende decennia zijn onduidelijk.
In de jaren 1680 had Ngoyo wisselende betrekkingen met Soyo en onderhield het contact met verschillende Engelse handelaren. Toen António II Baretto da Silva binnenviel, probeerden Engelse troepen hem tegen te houden en de belangen van Ngoyo te beschermen, maar zij slaagden daar niet in, en Baretto da Silva dwong het koninkrijk tot vrede.

### Slavenhandel
Rond 1700 was Cabinda uitgegroeid tot de belangrijkste slavenhaven ten noorden van Luanda, en de economie van Ngoyo was sterk afhankelijk van de slavenhandel.

### Verval
In 1783 sloot Ngoyo een alliantie met de naburige staat Kakongo om een Portugees fort te vernietigen. Het koninkrijk raakte echter in verval door de groeiende financiële lasten die het koningschap met zich meebracht. Doordat steeds minder kandidaten de troon ambieerden, viel het koninkrijk in de jaren 1830 uiteen toen de adel er niet in slaagde een nieuwe koning te kiezen. In 1885 ondertekende Ngoyo het Verdrag van Simulambuco met Portugal en werd het een protectoraat van dat land

## Verder lezen
- Martin, Phyllis M. "Gezinsstrategieën in Cabinda in de negentiende eeuw." The Journal of African History 28.1 (1987): 65-86.